# Кичина, Виктор Валерьянович
Виктор Валерьянович Кичина (27 марта 1937, Сочи—13 января 2009) — профессор, доктор биологических наук, Заслуженный деятель науки Российской Федерации. 

## Биография
Родился в Сочи, окончил плодоовощной факультет Тимирязевской сельскохозяйственной академии, затем — аспирантуру при Научно-исследовательском зональном институте садоводства Нечернозёмной полосы (ныне ВСТиСП — Всероссийский селекционно-технологический институт садоводства и питомниководства). После её окончания в 1967 году В. В. Кичина стал заведующим отделом генетики и селекции ВСТиСП, которым он бессменно руководил 39 лет.
В начале своей научной деятельности он занимался повышением качества плодов малины; им были получены первые отечественные сорта крупноплодной малины — Киржач, Лазаревская, Шоша, Малаховка с урожайностью более 120 ц/га. Впоследствии ему удалось получить крупноплодные (ген L1), бесшипные, иммунные к переносчику вирусов Amphorophora rubi сорта малины Маросейка, Арбат, Патриция, Краса России, Таруса, Столичная с урожайностью до 20 т/га. В 1972 году В. В. Кичина защитил докторскую диссертацию по проблемам генетики малины.
В. В. Кичина является пионером селекции колонновидных сортов яблони в СССР. Работы были начаты в 1972 году; за 30 лет целенаправленной работы был создан целый ряд сортов (Президент, Валюта, Червонец, Останкино, Диалог и др.), в которых удалось совместить ряд положительных свойств: иммунитет к парше, спуровый тип плодоношения, карликовый рост, высокую зимостойкость, продуктивность и высокое качество плодов. 
Ещё одно направление исследований В. В. Кичины — проблемы зимостойкости растений. Им были выявлены критические периоды зимовки плодовых и ягодных растений, разработаны методы отбора зимостойких форм. Он был руководителем 12 научных экспедиций по районам северного ареала яблони и других культур (Вологда, Воркута, Якутск, Тында), в результате которых были собраны самые зимостойкие формы, использование которых впоследствии позволило получить зимостойкие сорта на новой генетической основе. 
В 1981 году он становится профессором, а в 1996 году ему присуждается почётное звание заслуженного деятеля науки Российской Федерации.
Им были подготовлены 38 кандидатов и 4 доктора наук, которые успешно работают в России и за рубежом. Он неоднократно выступал с докладами на международных конгрессах — в Японии (1968), в Западной Германии (1983), в Англии (1974). Генетические исследования В. В. Кичины были реализованы в сортах, созданных в ряде научных учреждений России, Молдавии, Украины, Литвы, Латвии. Им опубликованы в виде монографий методические указания по генетике ягодных культур (1992), по селекции плодовых культур на высокий уровень зимостойкости (1993), созданию сортов яблони (1988) и малины (1990), а также 160 работ в различных научных изданиях; одной из последних стала монография «Принципы улучшения садовых растений» (2011), которая вышла в свет уже после его смерти.